# Nadiia Bashynska
Nadiia Bashynska (ur. 15 listopada 2003 w Kijowie) – ukraińska łyżwiarka figurowa reprezentująca Kanadę, startująca w parach tanecznych z Peterem Beaumontem. Dwukrotna brązowa medalistka mistrzostw świata juniorów (2022, 2023), zwyciężczyni Junior Grand Prix (2022) oraz mistrzyni Kanady juniorów (2023).
Jej rodzina wyemigrowała do Kanady w 2016 roku, zaś Bashynska otrzymała kanadyjskie obywatelstwo w 2020 roku.

## Osiągnięcia

### Z Peterem Beaumontem (Kanada)
| Zawody                                | 17–18          | 18–19          | 19–20          | 20–21          | 21–22          | 22–23          | 23–24          |                |                |                |                |                |                |                |                |                |                |
| Międzynarodowe                        | Międzynarodowe | Międzynarodowe | Międzynarodowe | Międzynarodowe | Międzynarodowe | Międzynarodowe | Międzynarodowe | Międzynarodowe | Międzynarodowe | Międzynarodowe | Międzynarodowe | Międzynarodowe | Międzynarodowe | Międzynarodowe | Międzynarodowe | Międzynarodowe | Międzynarodowe |
| ------------------------------------- | -------------- | -------------- | -------------- | -------------- | -------------- | -------------- | -------------- | -------------- | -------------- | -------------- | -------------- | -------------- | -------------- | -------------- | -------------- | -------------- | -------------- |
| GP Grand Prix Espoo                   |                |                |                |                |                |                | 8              |                |                |                |                |                |                |                |                |                |                |
| CS Memoriał Ondreja Nepeli            |                |                |                |                |                |                | 7              |                |                |                |                |                |                |                |                |                |                |
| Lake Placid IDI                       |                |                |                |                |                |                | 6              |                |                |                |                |                |                |                |                |                |                |
| Międzynarodowe: Kategorie młodzieżowe |                |                |                |                |                |                |                |                |                |                |                |                |                |                |                |                |                |
| Mistrzostwa świata juniorów           |                |                |                |                | 3              | 3              |                |                |                |                |                |                |                |                |                |                |                |
| JGP Finał                             |                |                |                |                |                | 1              |                |                |                |                |                |                |                |                |                |                |                |
| JGP w Austrii                         |                |                |                |                | 3              |                |                |                |                |                |                |                |                |                |                |                |                |
| JGP w Chorwacji                       |                |                | 4              |                |                |                |                |                |                |                |                |                |                |                |                |                |                |
| JGP w Polsce I                        |                |                |                |                |                | 1              |                |                |                |                |                |                |                |                |                |                |                |
| JGP w Polsce II                       |                |                |                |                |                | 1              |                |                |                |                |                |                |                |                |                |                |                |
| JGP w Rosji                           |                |                | 3              |                | 4              |                |                |                |                |                |                |                |                |                |                |                |                |
| JGP na Słowacji                       |                | 9              |                |                |                |                |                |                |                |                |                |                |                |                |                |                |                |
| Bavarian Open                         |                |                | 9 J            |                |                |                |                |                |                |                |                |                |                |                |                |                |                |
| Lake Placid IDI                       |                | 5 J            | 1 J            |                |                |                |                |                |                |                |                |                |                |                |                |                |                |
| Egna Trophy                           | 2 AN           |                |                |                |                |                |                |                |                |                |                |                |                |                |                |                |                |
| Krajowe                               |                |                |                |                |                |                |                |                |                |                |                |                |                |                |                |                |                |
| Mistrzostwa Kanady                    | 1 N            | 10 J           | 2 J            | C              | 2 J            | 1 J            |                |                |                |                |                |                |                |                |                |                |                |